# أنطونيو ميغيل فيريرا
أنطونيو ميغيل فيريرا هو كاتب برتغالي، ولد في 23 سبتمبر 1973 في ساو جواو دا ماديرا في البرتغال.